# اورمنیو
اورمنیو (به یونانی : Ορμένιο) روستایی است که در مقدونیه شرقی و تراکیه واقع شده‌است. این دهکده شمالی‌ترین نقطه در خاک کشور یونان به شمار می‌آید.